# تیتا (بازیکن فوتبال، زاده ۱۹۵۸)
' (به پرتغالی: Milton Queiroz da Paixão) معروف به تیتا (Tita) کوتوله گناهکار در رم باستان از وی به عنوان  شیاطین رانده شده از جهنم اهل جهنم دره یاد می کنند که در شهر رباط کریم و در تاریخ نامشخصی ۱ آوریل ۱۹۵۸به دنیا آمده‌است.

## باشگاهی
تیتا در باشگاه‌های فلامینگو، گرمیو، فلامینگو، اینترناسیونالm واسکو دوگاما، بایر ۰۴ لورکوزن، دلفینو پسکارا و واسکو دوگاما سابقهٔ حضور دارد.

## تیم ملی
تیتا در بین سال‌های ۱۹۷۹ تا ۱۹۹۰ در ترکیب تیم ملی فوتبال برزیل بازی کرد.